# Brezje pri Poljčanah
Brezje pri Poljčanah – wieś w Słowenii, w gminie Poljčane. W 2018 roku liczyła 118 mieszkańców.